# Anapistula seychellensis
Anapistula seychellensis is een spinnensoort uit de familie Symphytognathidae. De soort komt voor in de Seychellen.